# Ronde van Nederland 1999
De 39e editie van de Ronde van Nederland ging op 24 augustus 1999 van start in Gouda. Na 5 etappes werd op 28 augustus in Landgraaf gefinisht. De ronde werd gewonnen door de Oekraïner Serhij Hontsjar.

## Eindklassement
Serhij Hontsjar werd winnaar van het eindklassement van de Ronde van Nederland van 1999 met een voorsprong van 7 seconden op Erik Dekker. De twee Nederlanders in de top 10 waren Erik Dekker en Maarten den Bakker. De beste Belg was Johan Museeuw met een 4e plek.
| Rang | Renner             | Land             | Tijd       |
| ---- | ------------------ | ---------------- | ---------- |
| 1    | Serhij Hontsjar    | Oekraïne         | 21u 02'32" |
| 2    | Erik Dekker        | Nederland        | + 0'07"    |
| 3    | Dylan Casey        | Verenigde Staten | + 0'17"    |
| 4    | Johan Museeuw      | België           | + 0'19"    |
| 5    | Enrico Cassani     | Italië           | + 0'23"    |
| 6    | Peter Van Petegem  | België           | + 0'29"    |
| 7    | Jan Ullrich        | Duitsland        | + 0'30"    |
| 8    | Maarten den Bakker | Nederland        | + 0'33"    |
| 9    | Robbie McEwen      | Australië        | + 0'38"    |
| 10   | Marco Serpellini   | Italië           | + 0'41"    |

## Etappe-overzicht
| Etappe | Van - naar           | Km    | Etappewinnaar      |
| ------ | -------------------- | ----- | ------------------ |
| 1      | Gouda - Tilburg      | 178,3 | Jeroen Blijlevens  |
| 2      | Utrecht - Coevorden  | 186,1 | Robbie McEwen      |
| 3a     | Coevorden - Denekamp | 85,5  | Rudie Kemna        |
| 3b     | Nordhorn - Denekamp  | 26,2  | Serhij Hontsjar    |
| 4      | Nijverdal - Venlo    | 187,6 | Jeroen Blijlevens  |
| 5      | Blerick - Landgraaf  | 225   | Maarten den Bakker |

1948 · 1949 · 1950 · 1951 · 1952 · 1953 · 1954 · 1955 · 1956 · 1957 · 1958 · 1959 · 1960 · 1961 · 1962 · 1963 · 1964 · 1965 · 1966 · 1967 · 1968 · 1969 · 1970 · 1971 · 1972 · 1973 · 1974 · 1975 · 1976 · 1977 · 1978 · 1979 · 1980 · 1981 · 1982 · 1983 · 1984 · 1985 · 1986 · 1987 · 1988 · 1989 · 1990 · 1991 · 1992 · 1993 · 1994 · 1995 · 1996 · 1997 · 1998 · 1999 · 2000 · 2001 · 2002 · 2003 · 2004 · 2005 · 2006 · 2007 · 2008 · 2009 · 2010 · 2011 · 2012 · 2013 · 2014 · 2015 · 2016 · 2017 · 2018 · 2019 · 2020 · 2021 · 2022 · 2023 · 2024